# Średniowieczne studnie na Rynku Głównym w Krakowie
Średniowieczne studnie na Rynku Głównym w Krakowie – studnie zlokalizowane na Rynku Głównym w Krakowie w okresie średniowiecza.
Studnie są pozostałością po średniowiecznym systemie wodociągów krakowskich. Trzy z nich zostały udostępnione do zwiedzania w podziemiach rynku. Dwie z nich zlokalizowane po wschodniej, a jedna po zachodniej stronie Sukiennic:
- Studnia zachodnia – zlokalizowana w zachodniej połowie rynku, pomiędzy pręgierzem, tuż przy Pałacu „Krzysztofory”. W pobliżu dawnej studni zachodniej postawiono Pomnik „Studzienka Badylaka”. Studnia ta oraz instalacje drewniane i zbiorniki powiązane ze średniowiecznym wodociągiem miejskim zostały eksplorowane podczas badań archeologicznych prowadzonych w latach 2004-2010. Potwierdzono tutaj pozostałości kamiennej cembrowiny renesansowej lub gotyckiej studni oraz betonowej studzienki kanalizacyjnej.
- Studnia mariacka – zlokalizowana była w północno-wschodnim kwartyle rynku pomiędzy Kurzym Targiem a murem Cmentarza Mariackiego.
- Studnia grodzka – zlokalizowana była w południowo-wschodnim kwartyle rynku obok Kościoła św. Wojciecha przy wylocie ul. Grodzkiej.